# Dorfkirche Wenigenehrich

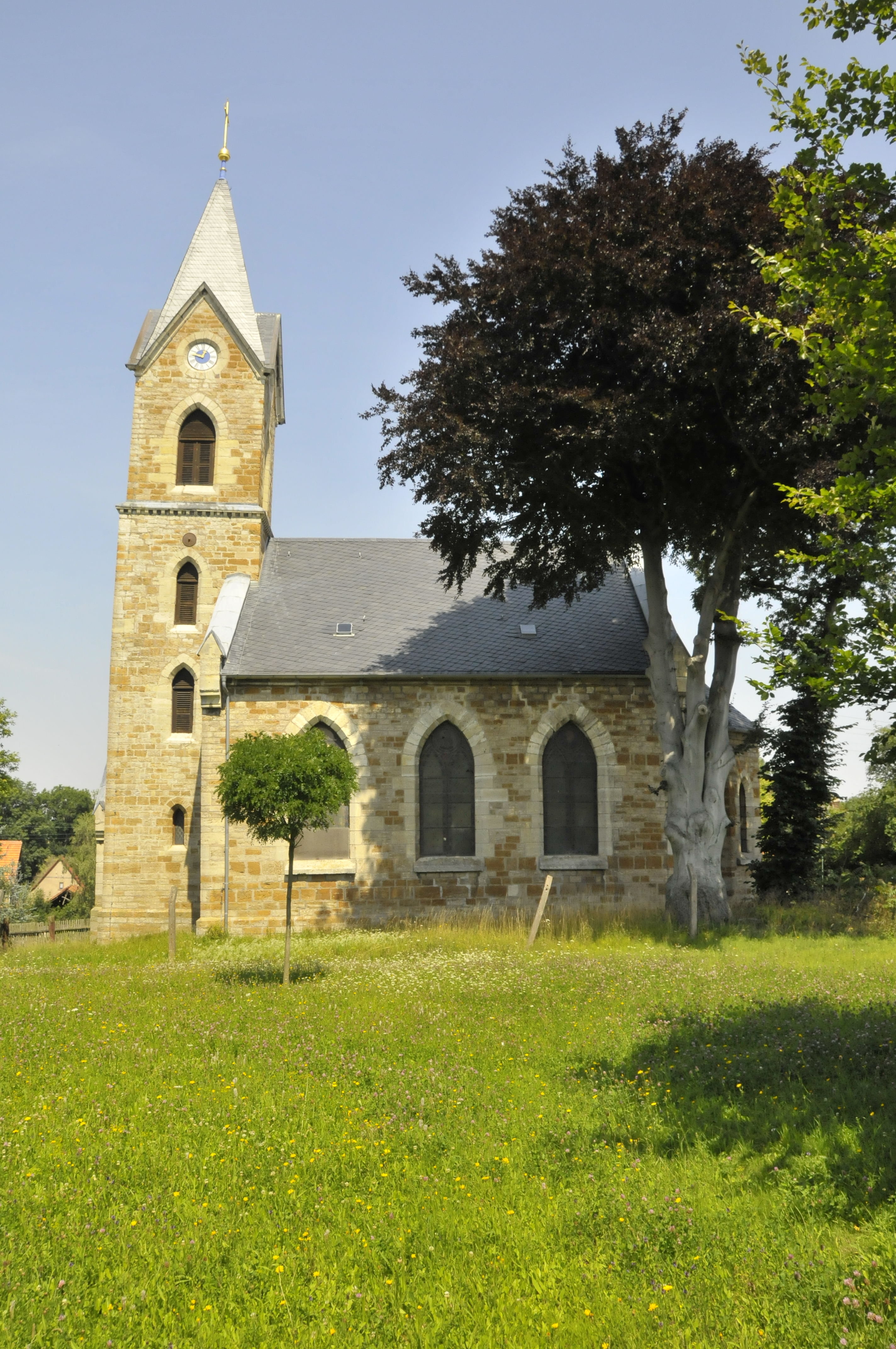
Die Dorfkirche

Die evangelische Dorfkirche Wenigenehrich steht im Ortsteil Wenigenehrich der Stadt und Landgemeinde Greußen im Kyffhäuserkreis in Thüringen.

## Besondere Lage
Die Dorfkirche Wenigenehrich besitzt einen weithin sichtbaren Kirchturm auf einer Anhöhe am Ortsrand des Dorfes.

## Geschichte
Eine erste Kirche wurde wohl im 12. Jahrhundert errichtet.
Der Turm wurde wegen Baufälligkeit nach 1763 abgetragen. Das Kirchenschiff wurde einhundert Jahre später am 3. März 1884 abgetragen und danach als neugotische Saalkirche mit Westturm und Polygonalchor aufgebaut und eingeweiht.
Um 1984 wurde das Gotteshaus wegen entstandener Mängel gesperrt. Dach und Mauerwerk an Schiff und Turm waren geschädigt. Mängel an der Gründung und viele Öffnungen im Mauerwerk hatten die Bindekraft des Mörtels gemindert. Die 1996 begonnene Sanierung ist abgeschlossen.